# Gens Roscia

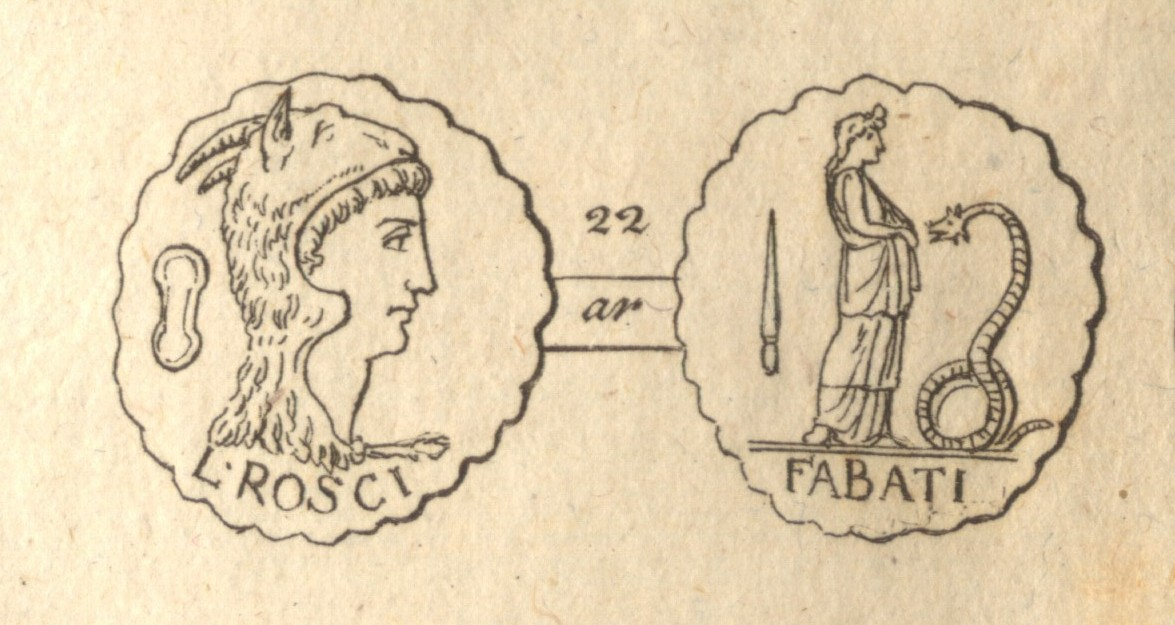
Denario dentado acuñado alrededor del año 65 a. C. por Lucio Roscio Fabato. Dibujo de Joseph Eckhel, 1787.

La gens Roscia fue una gens de la Antigua Roma de origen plebeyo. Sus miembros aparecen en los registros desde finales del periodo republicano, aunque el primer miembro conocido es Lucio Roscio, embajador en el año 438 a. C. El más famoso de sus miembros fue Sexto Roscio de Ameria, defendido por Cicerón en tiempos de Sila. En época imperial varios de sus miembros alcanzaron el consulado.
Los Roscios conocidos llevaron los praenomina Cayo, Lucio, Marco y Tito. Bajo la República, se conocen los cognomina Fabato y Otón, que llevaron miembros de la aristocracia senatorial, y Magno y Capitón, referidos en el juicio a Sexto Roscio. Una familia de Roscios de época imperial llevó los cognomina Eliano, Murena y Páculo.